# Highland Village (Teksas)
Highland Village je grad u američkoj saveznoj državi Teksas. Prema popisu stanovništva iz 2010. u njemu je živjelo 15.056 stanovnika.